# تدرج رمادي

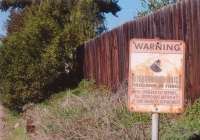
صورة ملونة.

في الحوسبة، التدرج الرمادي (بالإنجليزية: grayscale)‏ لصورة رقمية هي صورة تكون فيها المعلومات اللونية لكل بكسل عبارة عن إشارة أحادية. هذا النوع من الصور عادة يكون ملوناً بتدرج للون الرمادي بدرجات مختلفة بين اللون الأسود عند أضعف درجات اللون واللون الأبيض عن أقوى درجات اللون.
يتم تمييز صور التدرج الرمادي عن صور الأبيض والأسود في الصور الحاسوبية، بأن الأخيرة يستخدم فيها فقط اللونين الأبيض والأسود بينما التدرج الرمادي تكون الألوان فيها متدرجة في الطيف بين الأبيض والأسود.